# Бајадера
Бајадера (фр.  — „плесачица у храму”) је десерт који се користи у Србији и региону и често је присутан на славској трпези.. Бајадера је добила на популарности захваљујући истоименом производу компаније Краш, који је био популаран на просторима бивше Југославије, а који је заправо индустријски стабилна варијанта овог колача у којој уместо ораха доминирају лешници.
Бајадера се прави укувавањем шећера и воде. У кључалу масу се додаје млевен кекс, ораси и путер. Таква маса се онда дели на два дела, од којих један постаје браон додавањем чоколаде а други остаје светао. Те се две масе изливају, једна преко друге, тако да у пресеку формирају карактеристична два слоја. Колач се онда прелива глазуром од чоколаде. 
Овај колач је једноставан за израду, а цењен у народу. У зависности од размере кекса и ораха, квалитета кекса и чоколаде који се користе, могу се добити мање или више софистициране варијанте. Колач је изворно мрсан, али се може реализовати и као постан ако се уместо путера употреби маргарин.

## Етимологија
Бајадера је појам португалског порекла, од речи баиладеира, а у преводу значи – плесачица, односно јавна играчица из Индије. У Индији, појам девадаси означава „служавку богова”. Поменуте служавке богова се од малих ногу уче плесу, а сваки храм има око 12 плесачица. Поред поменутог тумачења бајадере, израз се односи и на мале мараме, које су се у виду појасева стављале на женску одећу. Изгледају провидно и светлуцаво, а на себи су прошаране пругама. Ипак, најчешће тумачење појма на нашим просторима се односи на врсту посластице, тј. колача.